# Maratona aquática no Campeonato Mundial de Esportes Aquáticos de 2011 - 25 km feminino
A prova de 25 quilômetros feminino da maratona aquática no Campeonato Mundial de Esportes Aquáticos de 2011 foi realizada no dia 23 de julho na praia de Jinshan, distrito de Xangai.

## Medalhistas
| Ouro                    | Prata               | Bronze             |
| Ana Marcela Cunha (BRA) | Angela Maurer (GER) | Alice Franco (ITA) |

## Resultados
Estes foram os resultados da prova. 
| Pos.              | Nadadora                       | Nacionalidade  | Tempo     |
| ----------------- | ------------------------------ | -------------- | --------- |
| Medalha de ouro   | Ana Marcela Cunha              | Brasil         | 5:29:22.9 |
| Medalha de prata  | Angela Maurer                  | Alemanha       | 5:29:25.0 |
| Medalha de bronze | Alice Franco                   | Itália         | 5:29:30.8 |
| 4                 | Olga Beresnyeva                | Ucrânia        | 5:29:35.6 |
| 5                 | Martina Grimaldi               | Itália         | 5:29:36.2 |
| 6                 | Anna Uvarova                   | Rússia         | 5:29:38.9 |
| 7                 | Celia Barrot                   | França         | 5:29:40.8 |
| 8                 | Margarita Dominguez Cabezas    | Espanha        | 5:29:42.0 |
| 9                 | Silvie Rybarova                | Chéquia        | 5:29:51.3 |
| 10                | Cecilia Biagioli               | Argentina      | 5:29:58.7 |
| 11                | Maria Bulakhova                | Rússia         | 5:34:21.2 |
| 12                | Karla Šitić                    | Croácia        | 5:37:49.8 |
| 13                | Esther Nunez Morera            | Espanha        | 5:38:09.6 |
| 14                | Tash Harrison                  | Austrália      | 5:53:35.4 |
| 15                | Cao Shiyue                     | China          | 5:54:21.9 |
| 16                | Sun Minjie                     | China          | 5:55:16.3 |
| 17                | Nika Kozamernik                | Eslovênia      | 6:00:43.8 |
| –                 | Jana Pechanová                 | Chéquia        | DNF       |
| –                 | Zaira Edith Cardenas Hernandez | México         | DNF       |
| –                 | Antje Mahn                     | Alemanha       | DNF       |
| –                 | Claire Thompson                | Estados Unidos | DNF       |
| –                 | Linsy Heister                  | Países Baixos  | DNS       |
| –                 | Haley Anderson                 | Estados Unidos | DNS       |

Legenda
| Recorde mundial       | Recorde mundial (World record)               |                       | Recorde africano                      | Recorde africano (African) |                                           | Q | Classificado por posição (Qualified) |
| Recorde do campeonato | Recorde do campeonato (Championship record)  | Recorde da América    | Recorde da América (Americas)         | q                          | Classificado por melhor tempo (Qualified) |   |                                      |
| Melhor marca do ano   | Melhor marca do ano (World leading)          | Recorde asiático      | Recorde asiático (Asian)              | DNS                        | Não largou (Did not start)                |   |                                      |
| Recorde nacional      | Recorde nacional (National record)           | Recorde europeu       | Recorde europeu (European)            | DNF                        | Não terminou (Did not finish)             |   |                                      |
| Recorde pessoal       | Recorde pessoal do atleta (Personal best)    | Recorde da Oceania    | Recorde da Oceania (Oceania)          | DSQ / DQ                   | Desclassificado (Disqualified)            |   |                                      |
| Recorde da temporada  | Recorde da temporada do atleta (Season best) | Recorde sul-americano | Recorde sul-americano (South America) | NM                         | Sem marca (No mark)                       |   |                                      |